# Kikuyu (Sprache)
Kikuyu (Eigenbezeichnung: Gĩkũyũ, Aussprache: [ɣekojo]) ist eine in Kenia weitverbreitete Bantusprache, die von etwa 5,5 Mio. Menschen gesprochen wird.
Kikuyu wird im Gebiet zwischen Nyeri und Nairobi gesprochen. Kikuyu ist eine der fünf Sprachen der Thagichu-Sprachgruppe, die im Gebiet von Kenia bis Tansania gesprochen werden. Die Kikuyu-Sprache umfasst mehrere Dialekte, die wechselseitig verständlich sind, darunter Ndia, Süd-Kikuyu, Mathira, Gichugu und Nord-Kikuyu. Die Sprache weist im Wortschatz große Ähnlichkeiten mit dem Embu und Kamba auf, die zur selben Guthrie-Gruppe E20 gehören. Der Schriftsteller Ngũgĩ wa Thiong’o schrieb von 1977 an seine Romane auf Kikuyu.

## Alphabet
Kikuyu wird im lateinischen Alphabet geschrieben. Die Buchstaben l f p q s v x z werden nicht verwendet. Stattdessen werden die Buchstaben ĩ und ũ hinzugefügt. Das Kikuyu-Alphabet ist:
a b c d e g h i ĩ j k m n o r t u ũ w y
Einige Laute werden durch Digraphen dargestellt, z. B. ng für das velare Nasal /ŋ/.

## Morphologie
Kikuyu weist 17 Nominalklassen auf, wobei es sich für den Numerus jeweils die Paare 1 und 2, 3 und 4, 5 und 6, 7 und 8, 9 und 10, sowie 12 und 13 bilden. Klasse 11 bildet den Plural entweder mit Klasse 6 oder 10, die Klassen 14 und 15 mit Klasse 8. Die Klassen 16 und 17 können kontextabhängig sowohl Singular als auch Plural sein. Die Klassen mit der geraden Nummer bilden in der Regel den Plural, während die Klassen mit ungerader Nummer meist den Singular darstellen.
| Singular-Klasse | Singular-Klasse | Plural-Klasse | Plural-Klasse |
| 1               | „mũ-“           | 2             | „a-“          |
| 1a              | -               | 1b            | -             |
| 3               | „mũ-“           | 4             | „mῖ-“         |
| 5               | „(r)ῖ-“         | 6             | „ma-“         |
| 7               | „kῖ-“           | 8             | „(c)ῖ-“       |
| 9               | „n-“            | 10            | „N-“          |
| 11              | „rũ-“           |               |               |
| 12              | „ka-“           | 13            | „tũ-“         |
| 14              | „ũ-“            |               |               |
| 15              | „kũ-“           |               |               |
| 16              | „ha-“           |               |               |
| 17              | „kũ-“           |               |               |